# Aire urbaine de Clermont
Ne doit pas être confondu avec Aire urbaine de Clermont-Ferrand.
L'aire urbaine de Clermont est une ancienne aire urbaine française centrée sur la ville de Clermont dans le département de l'Oise. Elle a disparu lors du découpage effectué en 2011 par l'INSEE, l'ensemble de ses communes étant alors considérées comme « multipolarisées des grands pôles ».
L'aire urbaine de Clermont est rattachée à l'espace urbain de Paris.

## Caractéristiques
D'après la définition qu'en donne l'Insee, l'aire urbaine de Clermont est composée de 5 communes, situées dans l'Oise. Ses 19 631 habitants font d'elle la 259e aire urbaine de France.
5 communes de l'aire urbaine sont des pôles urbains.
Le tableau suivant détaille la répartition de l'aire urbaine sur le département (les pourcentages s'entendent en proportion du département) :
| Département | Communes | Communes (%) | Superficie (km²) | Superficie (%) | Population (1999) | Population (%) |
| ----------- | -------- | ------------ | ---------------- | -------------- | ----------------- | -------------- |
| Oise        | 5        | 0,7          | 44,66            | 0,8            | 19 631            | 2,6            |

## Communes
Voici la liste des communes françaises de l'aire urbaine de Clermont.
| Code Insee | Commune        | Type        | Département | Superficie (km²) | Population (2016) | Densité (hab./km²) |
| ---------- | -------------- | ----------- | ----------- | ---------------- | ----------------- | ------------------ |
| 60007      | Agnetz         | Pôle urbain | Oise        | +0012,94         | +0 0003 050,      | +00236,            |
| 60106      | Breuil-le-Sec  | Pôle urbain | Oise        | +0008,89         | +0 0002 615,      | +00294,            |
| 60107      | Breuil-le-Vert | Pôle urbain | Oise        | +0007,37         | +0 0003 072,      | +00417,            |
| 60157      | Clermont       | Pôle urbain | Oise        | +0005,81         | +00010 193,       | +01 754,           |
| 60234      | Fitz-James     | Pôle urbain | Oise        | +0009,65         | +0 0002 469,      | +00256,            |
|            | Total          |             |             | +0044,66         | +00021 399,       | +00479,            |